# Draft de la NBA de 1962
El Draft de la NBA de 1962 fue el decimosexto draft de la National Basketball Association (NBA). El draft se celebró el 26 de marzo de 1962 antes del comienzo de la temporada 1962-63. 
En este draft, nueve equipos de la NBA seleccionaron a jugadores amateurs del baloncesto universitario. Los jugadores que hubiesen terminado el periplo universitario de cuatro años estaban disponibles para ser seleccionados. Si un jugador abandonaba antes la universidad, no podía ser escogido en el draft hasta que su clase se graduase. En cada ronda, los equipos seleccionaron en orden inverso al registro de victiorias-derrotas en la temporada anterior. 
Antes del draft, un equipo podía perder el derecho a su primera ronda de draft y seleccionar a cualquier jugador dentro de un radio de 80 kilómetros de su lugar de origen como elección territorial. Chicago Packers, que finalizó en la última posición en la anterior temporada, fue renombrado a Chicago Zephyrs. Philadelphia Warriors se trasladó a San Francisco (California) y se convirtió en San Francisco Warriors antes del comienzo de la temporada. El draft consistió de dieciséis rondas y 102 jugadores fueron seleccionados.

## Selecciones y notas del draft
Dave DeBusschere y Jerry Lucas fueron seleccionados antes del draft como elecciones territoriales de Cincinnati Royals y Detroit Pistons respectivamente. Bill McGill, de la Universidad de Utah fue seleccionado en la primera posición del draft por Chicago Zephyrs. Terry Dischinger, de la Universidad de Purdue y ganador del Rookie del Año de la NBA en su primera temporada, fue escogido en la octava posición por Chicago Zephyrs. Tres jugadores de este draft, DeBusschere, Lucas y la séptima elección John Havlicek, fueron incluidos posteriormente en el Basketball Hall of Fame, y fueron nombrados uno de los 50 mejores jugadores en la historia de la NBA en 1996. Lucas inicialmente fichó por Cleveland Pipers de la American Basketball League (ABL). Sin embargo, los Pipers desaparecieron antes del comienzo de la temporada y Lucas optó por no jugar durante un año para completar sus estudios. Al año siguiente debutó en la NBA y ganó el Rookie del Año en la temporada 1963–64. Entre los logros de Lucas se incluyen un campeonato de la NBA con New York Knicks en 1973, cinco inclusiones en el mejor quinteto de la NBA y siete selecciones para el All-Star Game de la NBA. Por otra parte, DeBusschere logró dos campeonatos de la NBA con los Knicks en 1970 y 1973, una inclusión en el mejor quinteto y seis en el mejor quinteto defensivo de la NBA, y ocho selecciones para el All-Star. En la temporada 1964–65, fue nombrado entrenador-jugador de los Pistons, convirtiéndose en el entrenador más joven de la NBA con 24 años. Dirigió a los Pistons durante tres años antes de regresar únicamente como jugador. DeBusschere también tuvo una breve carrera como jugador de béisbol con Chicago White Sox, jugando dos temporadas en la Major League Baseball en 1962 y 1963, y otra campaña en una liga menor antes de enfocar su carrera en el baloncesto. Además, es uno de los doce deportistas que han jugado en la NBA y MLB. Havlicek pasó sus dieciséis años como profesional en Boston Celtics, donde ganó ocho campeonatos de la NBA, un MVP de las Finales de la NBA, formó parte del mejor quinteto en once ocasiones, trece en el All-Star y ocho en el mejor quinteto defensivo.
Zelmo Beaty, la tercera elección, jugó tanto en la NBA como en la American Basketball Association (ABA). Fue seleccionado para disputar dos All-Star Game de la NBA, tres de la ABA y fue incluido en tres ocasiones en el mejor quinteto de la ABA. Chet Walker, la duodécima elección, ganó la NBA con Philadelphia 76ers en 1967 y disputó siete All-Star Game de la NBA. Dischinger y la cuarta elección Len Chappell son los otros dos jugadores de este draft que han formado parte de un All-Star Game. Durante su estancia en Detroit Pistons, Dischinger actuó como entrenador-jugador interino en dos partidos en 1971. Wayne Hightower, la quinta elección, abandonó la universidad tras su tercer año en 1961, por lo que no pudo ser elegido hasta que su clase se hubiese graduado y jugó un año en la Liga ACB en el Real Madrid. En su única campaña en España, ayudó al Real Madrid a ganar el título de liga y a finalizar subcampeón de la Copa de Europa de Baloncesto. Reggie Harding, la vigesimonovena elección, se convirtió en el primer jugador elegido en el draft procedente directamente del instituto cuando Detroit Pistons le seleccionó en la cuarta ronda. Sin embargo, no entró en la liga hasta la temporada 1963–64 debido a las reglas de la liga que impedían a un jugador procedente del instituto jugar hasta un año después de que su clase se graduase. Fue elegido de nuevo en el Draft de la NBA de 1963 por los Pistons en la sexta ronda.
Kevin Loughery, la undécima elección, tuvo una breve etapa como entrenador-jugador con Philadelphia 76ers en 1973. Al final de la temporada se retiró y se convirtió en entrenador de New York Nets de la ABA, donde ganó los campeonatos de la ABA de 1974 y 1976. Posteriormente trabajó en la NBA con los Nets después de la fusión de la ABA con la NBA. Dirigió a seis equipos de la NBA, el más reciente Miami Heat. Don Nelson, la decimoséptima elección, jugó catorce temporadas en la NBA, ganando cinco campeonatos con los Celtics. Tras retirarse en 1976 se hizo entrenador y dirigió a cuatro equipos de la NBA, el más reciente Golden State Warriors. Nelson es el entrenador con más victorias en la historia de la NBA, superando a Lenny Wilkens en 2010, y ganó el Entrenador del Año de la NBA en tres ocasiones, récord junto a Pat Riley. También fue nombrado uno de los 10 mejores entrenadores de la historia de la NBA en 1996.

## Leyenda
|  | Denota jugador miembro del Basketball Hall of Fame                   |
|  | Denota jugador que ha sido seleccionado al menos en un All-Star Game |
|  | Denota jugador que nunca ha jugado en la NBA                         |

## Draft
| Ronda | Pick | Jugador          | Posición | Nacionalidad   | Equipo                | Universidad          |
| ----- | ---- | ---------------- | -------- | -------------- | --------------------- | -------------------- |
| T     | –    | Dave DeBusschere | G/F      | Estados Unidos | Detroit Pistons       | Detroit              |
| T     | –    | Jerry Lucas      | F/C      | Estados Unidos | Cincinnati Royals     | Ohio State           |
| 1     | 1    | Bill McGill      | F/C      | Estados Unidos | Chicago Zephyrs       | Utah                 |
| 1     | 2    | Paul Hogue       | C        | Estados Unidos | New York Knicks       | Cincinnati           |
| 1     | 3    | Zelmo Beaty      | C        | Estados Unidos | St. Louis Hawks       | Prairie View A&M     |
| 1     | 4    | Len Chappell     | F/C      | Estados Unidos | Syracuse Nationals    | Wake Forest          |
| 1     | 5    | Wayne Hightower  | F/C      | Estados Unidos | Philadelphia Warriors | Real Madrid (España) |
| 1     | 6    | LeRoy Ellis      | F/C      | Estados Unidos | Los Angeles Lakers    | St. John's           |
| 1     | 7    | John Havlicek    | G/F      | Estados Unidos | Boston Celtics        | Ohio State           |
| 2     | 8    | Terry Dischinger | G/F      | Estados Unidos | Chicago Zephyrs       | Purdue               |
| 2     | 9    | John Rudometkin  | F        | Estados Unidos | New York Knicks       | USC                  |
| 2     | 10   | Bob Duffy        | G        | Estados Unidos | St. Louis Hawks       | Colgate              |
| 2     | 11   | Kevin Loughery   | G        | Estados Unidos | Detroit Pistons       | St. John's           |
| 2     | 12   | Chet Walker      | G/F      | Estados Unidos | Syracuse Nationals    | Bradley              |
| 2     | 13   | Bud Olsen        | F/C      | Estados Unidos | Cincinnati Royals     | Louisville           |
| 2     | 14   | Hubie White      | G/F      | Estados Unidos | Philadelphia Warriors | Villanova            |
| 2     | 15   | Gene Wiley       | C        | Estados Unidos | Los Angeles Lakers    | Wichita              |
| 2     | 16   | Jack Foley       | F        | Estados Unidos | Boston Celtics        | Holy Cross           |

## Otras elecciones

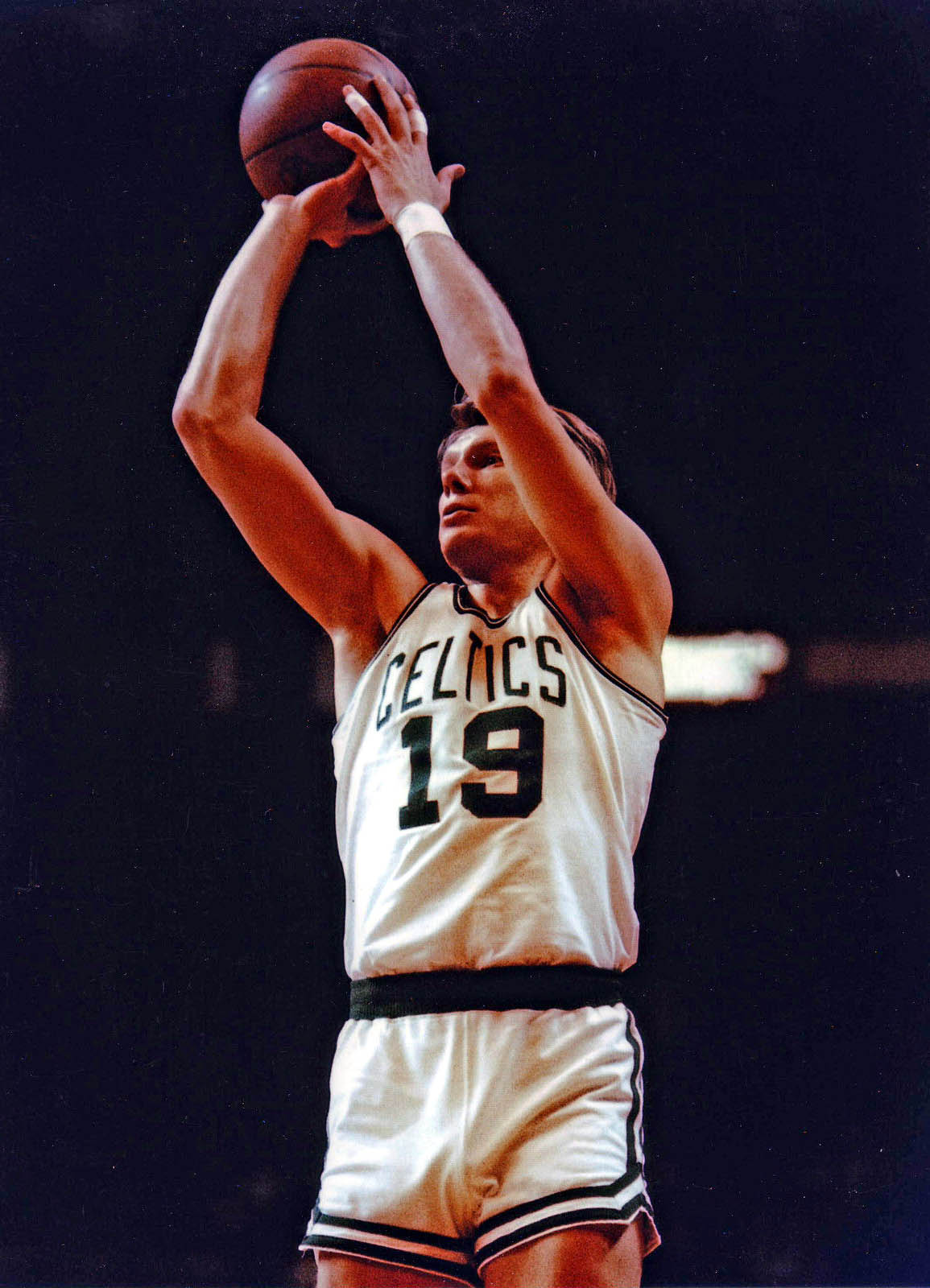
Don Nelson fue seleccionado en la 17.ª posición.

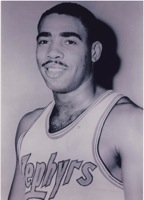
Charles Hardnett fue seleccionado en la 19.ª posición.

La siguiente lista incluye otras elecciones de draft que han aparecido en al menos un partido de la NBA.
| Ronda | Pick | Jugador           | Posición | Nacionalidad   | Equipo                          | Universidad                      |
| ----- | ---- | ----------------- | -------- | -------------- | ------------------------------- | -------------------------------- |
| 3     | 17   | Don Nelson        | F        | Estados Unidos | Chicago Zephyrs                 | Iowa                             |
| 3     | 19   | Charles Hardnett  | F/C      | Estados Unidos | St. Louis Hawks                 | Grambling                        |
| 3     | 21   | Porter Meriwether | G        | Estados Unidos | Syracuse Nationals              | Tennessee State                  |
| 3     | 23   | Dave Fedor        | F        | Estados Unidos | Philadelphia Warriors           | Florida State                    |
| 4     | 26   | Chico Vaughn      | G        | Estados Unidos | St. Louis Hawks (desde Chicago) | Southern Illinois                |
| 4     | 28   | Jerry Grote       | G        | Estados Unidos | St. Louis Hawks                 | Loyola (CA)                      |
| 4     | 29   | Reggie Harding    | C        | Estados Unidos | Detroit Pistons                 | Detroit Eastern HS (Detroit, MI) |
| 4     | 34   | Roger Strickland  | F        | Estados Unidos | Boston Celtics                  | Jacksonville                     |
| 5     | 39   | John Windsor      | F        | Estados Unidos | Syracuse Nationals              | Stanford                         |
| 6     | 46   | Jay Carty         | G        | Estados Unidos | St. Louis Hawks                 | Oregon State                     |
| 7     | 59   | Howie Montgomery  | F        | Estados Unidos | Philadelphia Warriors           | Pan American                     |
| 8     | 65   | Jerry Harkness    | G        | Estados Unidos | Syracuse Nationals              | Loyola (IL)                      |
| 11    | 85   | Jeff Slade        | F        | Estados Unidos | Chicago Zephyrs                 | Kenyon                           |
| 12    | 90   | Mel Nowell        | G        | Estados Unidos | Chicago Zephyrs                 | Ohio State                       |